# Малко-Каменяне
Малко-Каменяне (болг. Малко Каменяне) — село в Болгарии. Находится в Кырджалийской области, входит в общину Крумовград. Население составляет 69 человек.

## Политическая ситуация
В местном кметстве Малко-Каменяне, в состав которого входит Малко-Каменяне, должность кмета (старосты) исполняет Рамадан Касим Ахмед (Движение за права и свободы (ДПС)) по результатам выборов правления кметства.
Кмет (мэр) общины Крумовград — Себихан Керим Мехмед (Движение за права и свободы (ДПС)) по результатам выборов в правление общины.